# Цзиньвань
Цзиньва́нь (кит. упр. 金湾, пиньинь Jīnwān, в переводе с китайского «Золотой залив») — район городского подчинения городского округа Чжухай провинции Гуандун (КНР).

## География
Цзиньвань расположен в юго-западной части Чжухая, в дельте Жемчужной реки, между широкими рукавами Модаомэнь и Ямэнь. Кроме того, территорию района рассекают речные рукава поменьше — Цзитимэнь и Ниваньмэнь.
С севера Цзиньвань граничит по суше с районом Доумэнь, с востока по реке — с районом Сянчжоу, с запада по заливу — с округом Цзянмынь. В состав Цзиньваня входит несколько островов, крупнейшими из которых являются Хэбао (13 кв. км) и Даман (5 кв. км). Во внутренних районах этих островов сохранились участки субтропических лесов.
Вдоль побережья района ведутся масштабные намывные работы, поэтому площадь Цзиньваня постоянно растёт. Район имеет несколько популярных пляжей, в том числе пляж Фэйша в посёлке Наньшуй и пляж Данань на острове Хэбао.
Летом часты тайфуны, которые сопровождаются сильным ветром, ливнями и высокими волнами.

## История

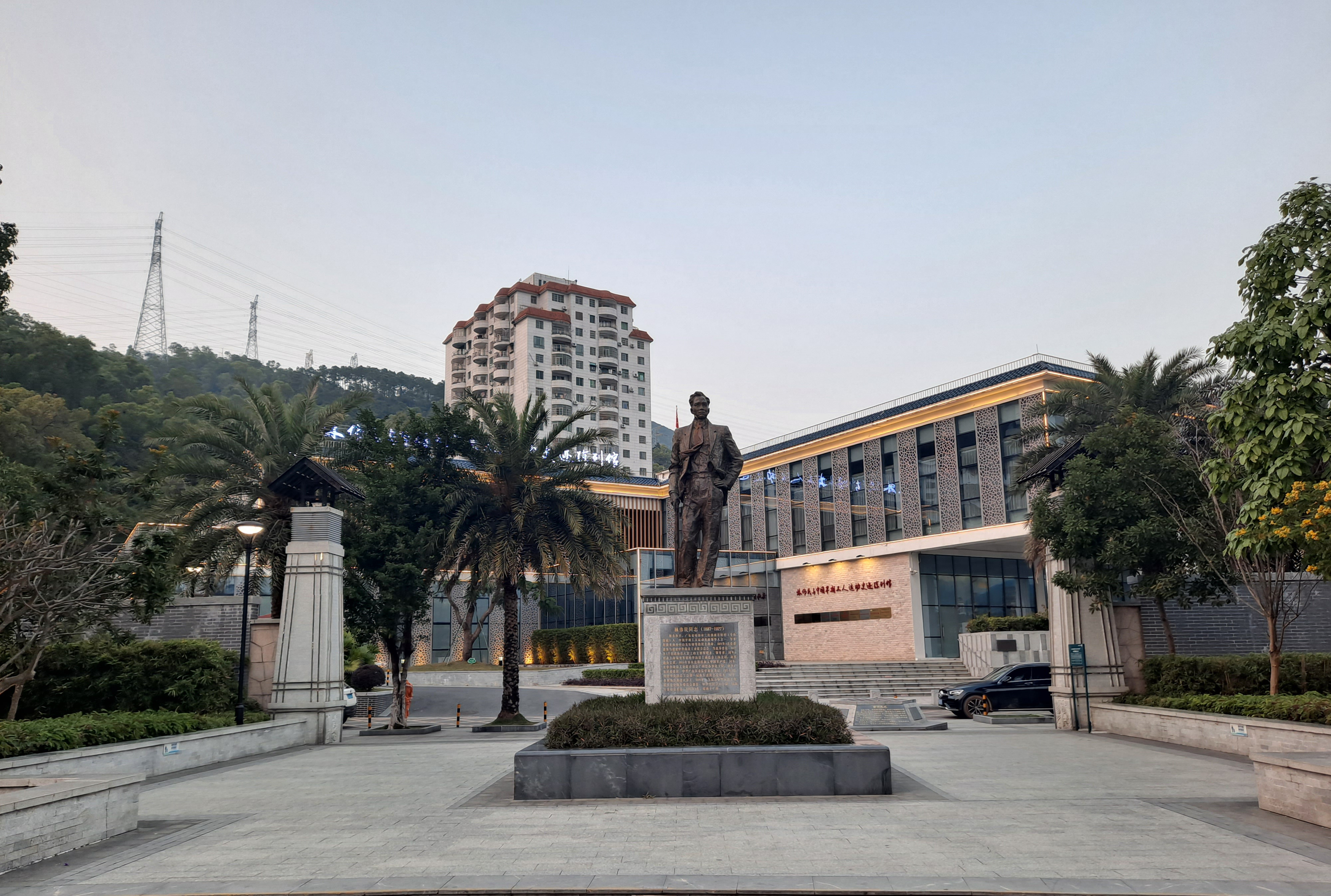
Памятник Линь Вэйминю — главе Всекитайской федерации профсоюзов

Во время вхождения в состав Китайской народной республики эти места находились в составе уездов Чжуншань и Синьхуэй. 31 декабря 1952 года из уезда Чжуншань был выделен уезд Юйминь (渔民县), который уже 7 апреля 1953 года был переименован в Чжухай (珠海县). В 1956 году уезды Синьхуэй и Чжухай вошли в состав Специального района Фошань (佛山专区). В 1965 году на стыке уездов Синьхуэй и Чжуншань был создан уезд Доумэнь (斗门县), также вошедший в состав Специального района Фошань.
В 1970 году Специальный район Фошань был переименован в Округ Фошань (佛山地区). 1 июня 1983 года округ Фошань был расформирован, и уезд Доумэнь перешёл в состав городского округа Чжухай. Постановлением Госсовета КНР от 4 апреля 2001 года был расформирован уезд Доумэнь, а на бывшей его территории были созданы районы Доумэнь и Цзиньвань.

## Административное деление
Район делится на 4 посёлка:
- Наньшуй (Nanshui, 南水镇)
- Пинша (Pingsha, 平沙镇)
- Саньцзао (Sanzao, 三灶镇)
- Хунци (Hongqi, 红旗镇)

Вокзал Хунци

Посёлки Наньшуй и Пинша входят в состав Чжухайской портовой экономической зоны Гаоланган (Zhuhai Gaolanggang Port Economic Zone).

## Экономика

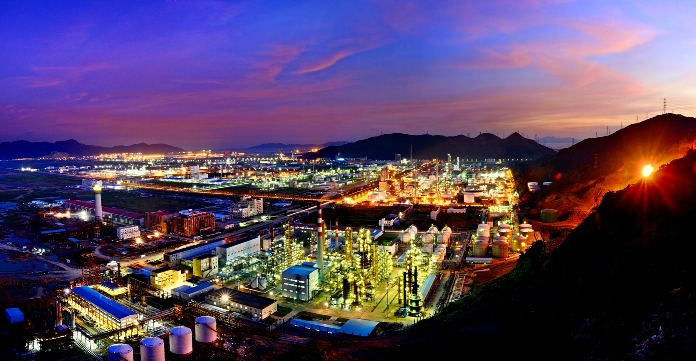
Промышленная зона порта Гаолань

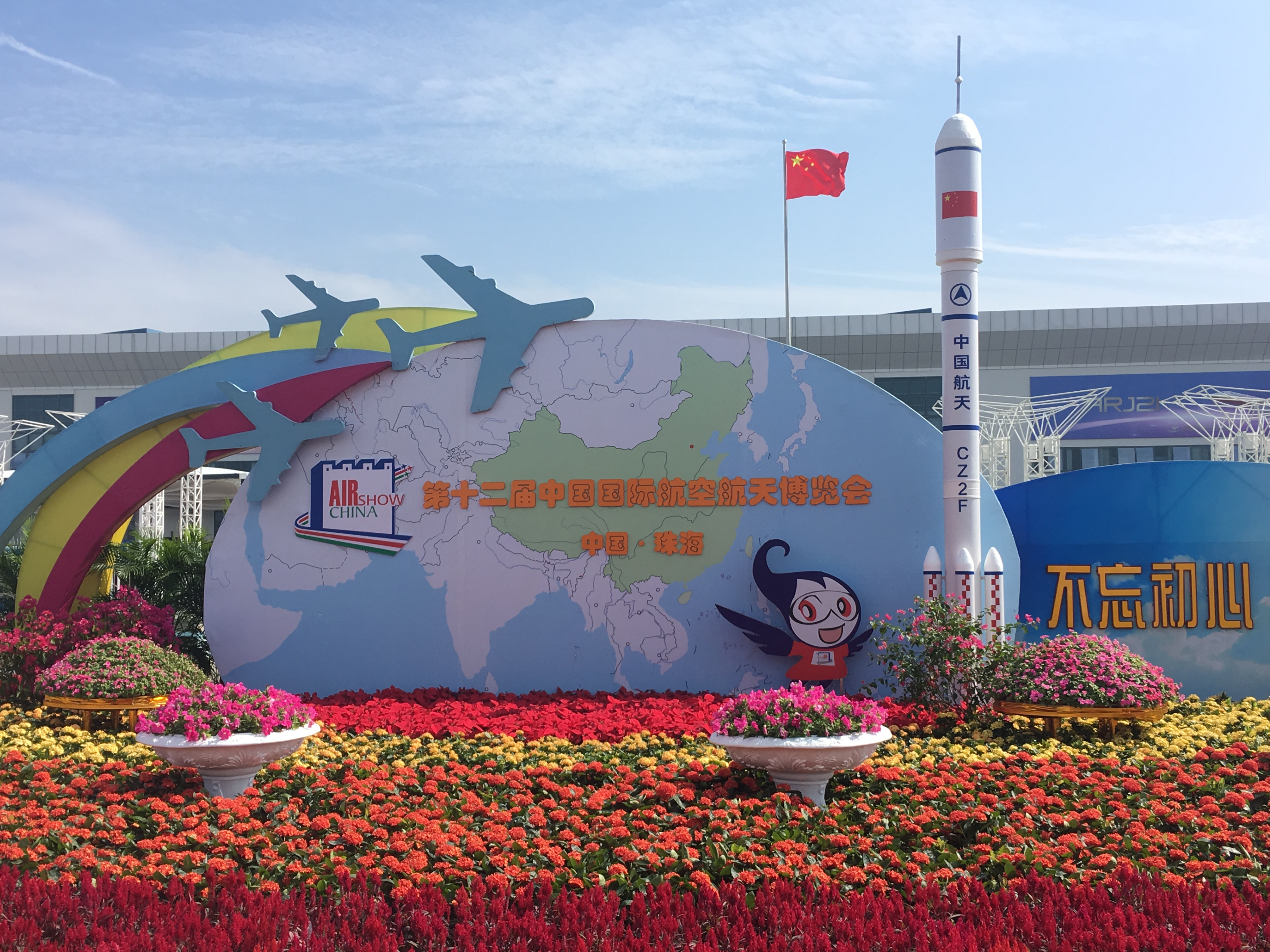
Чжухайский авиасалон 2018 года

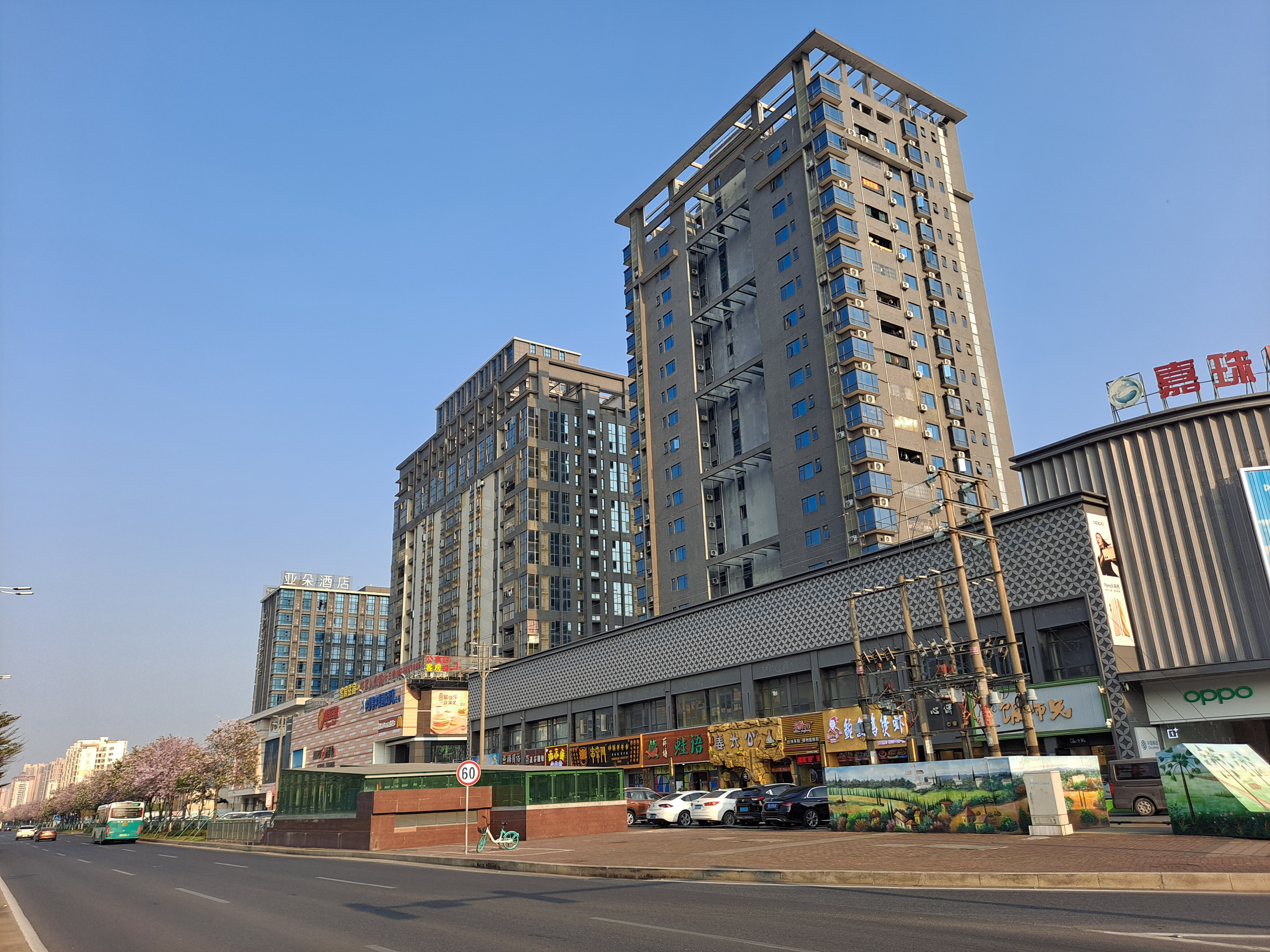
Микрорайон в Саньцзао

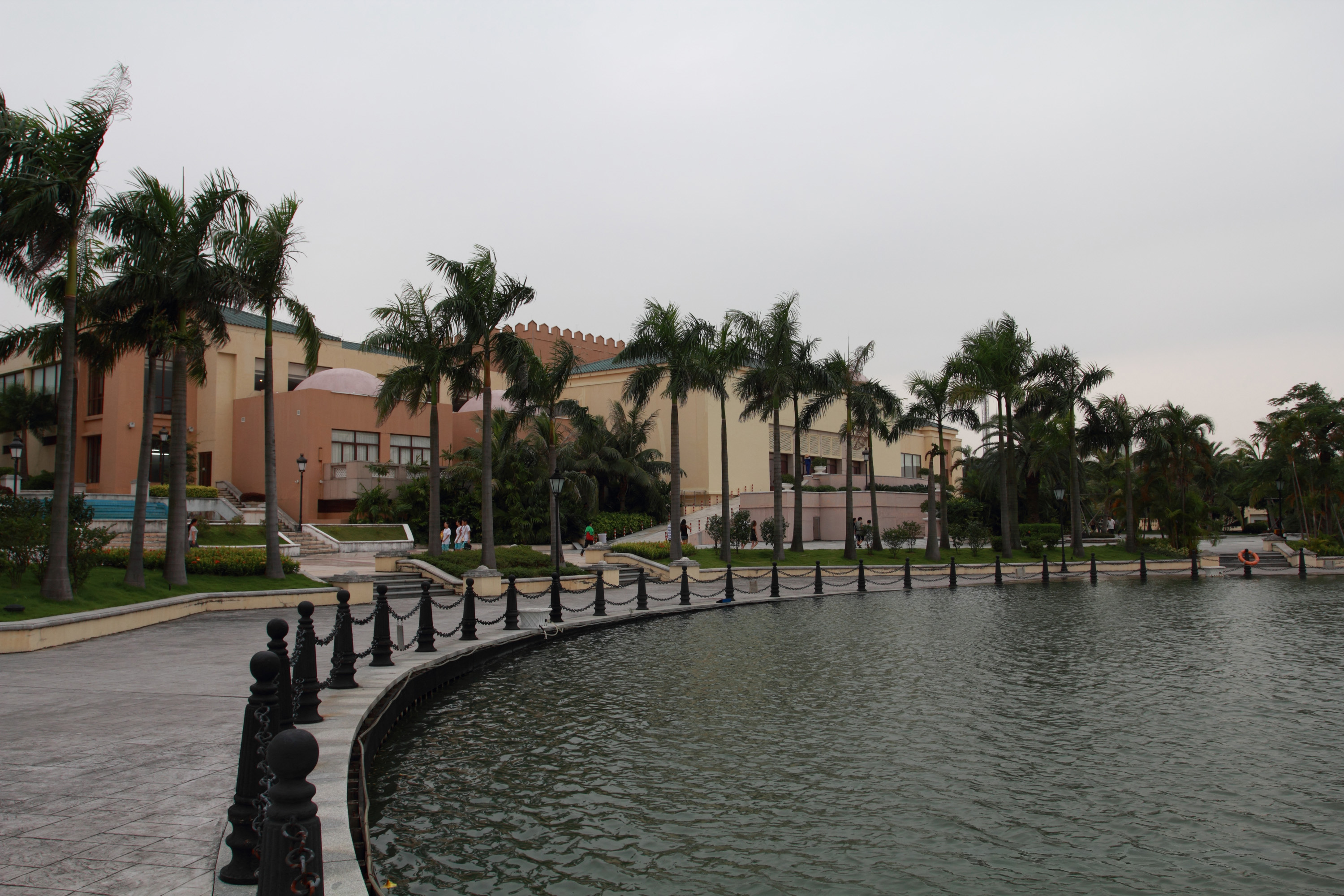
Ocean Spring Resort

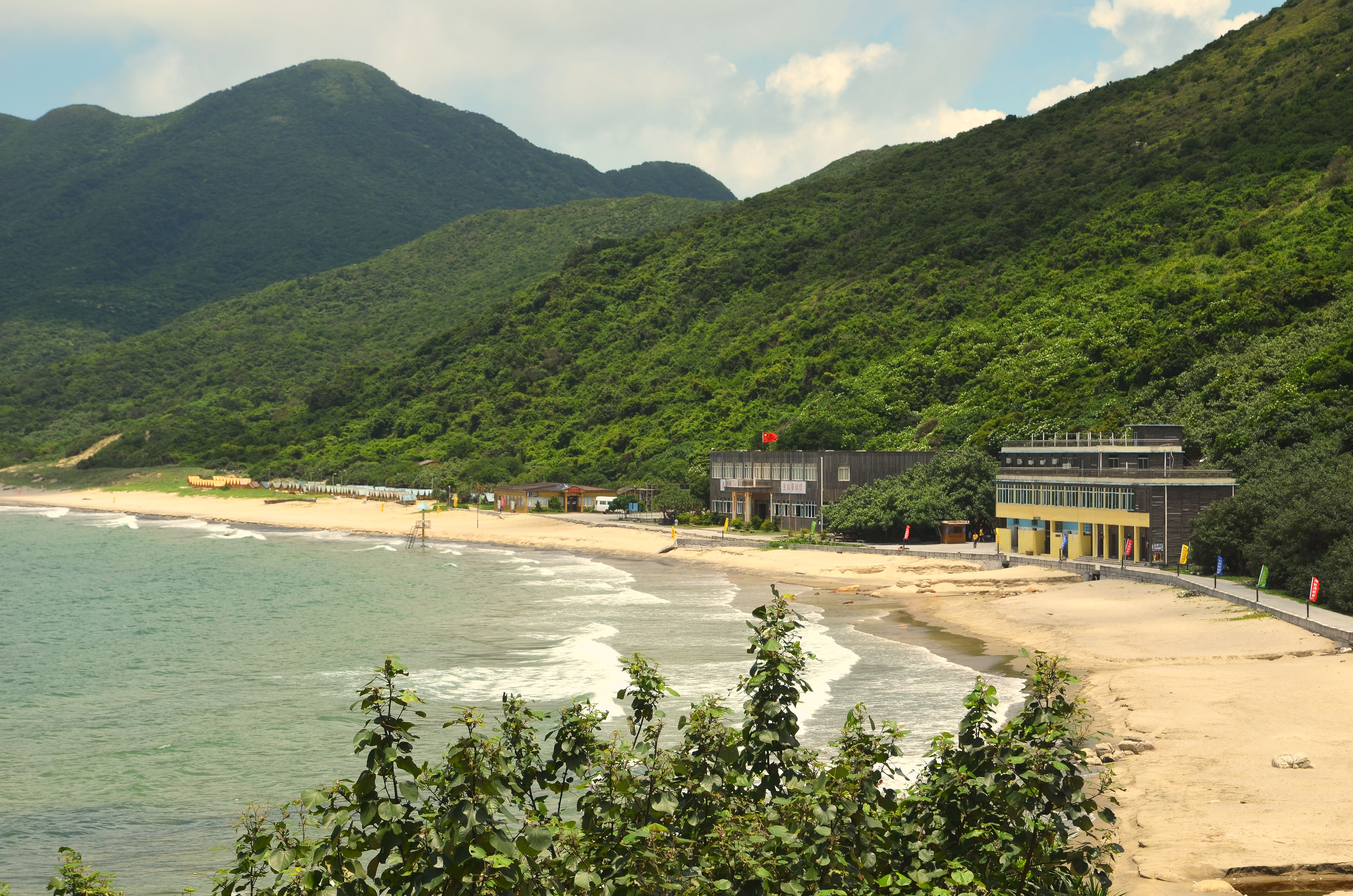
Пляж на острове Хэбао

Крупнейшими отраслями экономики являются деловые услуги, туризм, портовая логистика, судостроительная и нефтехимическая промышленность, производство морского оборудования и бытовой техники (завод кондиционеров Gree Electric). В портовой зоне расположено крупнейшее в Китае хранилище СПГ.
На территории аэропорта с 1996 года регулярно проходит Чжухайский авиасалон (официально называется «Китайская международная авиационно-космическая выставка») — крупнейшая выставка авиационных и аэрокосмических изделий в Китае.

### Розничная торговля
Крупнейшим предприятием розничной торговли является торгово-развлекательный Jinwan Huafa Shangdu Center. Также в районе расположены торговые центры Zhengguang Plaza, Jinyin Shopping Center, Wende Plaza.

### Сельское хозяйство и рыболовство
В сельской местности района выращивают рис, овощи и манго, разводят свиней и домашнюю птицу. В прибрежных деревнях развито рыболовство и разведение морепродуктов.

### Туризм
Среди крупнейших туристических комплексов — Ocean Spring Resort в посёлке Пинша (горячие источники с римскими, турецкими и японскими банями, парк развлечений, бассейны, музыкальные фонтаны, спа-салоны, центры здоровья, отели, рестораны, ночные клубы и магазины) и Zhuhai Manhattan в посёлке Хунци (20-этажный отель, рестораны, офисы и супермаркет).

### Зонирование
- Промышленная зона яхтостоения Пинша (Pingsha Yacht Industrial Zone) является крупнейшей базой строительства яхт и катеров в материковом Китае. В зоне работает 18 судостроительных компаний, из которых 11 имеют иностранных инвесторов (среди крупнейших верфей — Sunbird Yacht, Jianglong Shipbuilding, McConaghy Boats, Heysea Yachts и Sunway Yacht). Также в зоне расположены государственные Национальный центр морского инженерного оборудования и материалов, Национальный испытательный центр по надзору за качеством материалов судового и морского инженерного оборудования[9].

- Промышленный научно-технологический парк Саньцзао (Sanzao Science & Technology Industrial Park) создан в 1999 году и расположен в центральной части посёлка Саньцзао. Он специализируется на производстве фармацевтических и биологических препаратов, медицинского оборудования, электроники, бытовой техники, точного промышленного оборудования и автозапчастей[10].

- Чжухайский авиационный промышленный парк (Zhuhai Aviation Industrial Park) открыт в 2008 году и расположен рядом с аэропортом. Он специализируется на разработке, производстве, обслуживании и ремонте авиационной техники, комплектующих и оборудования. Крупнейшей компанией авиационного парка является China Aviation Industry General Aircraft[11][12].

- Чжухайский международный порт здоровья (Zhuhai International Health Port) открыт в 2018 году и расположен в Саньцзао, в центре Цзиньваньской биомедицинской зоны. Он специализируется на развитии биомедицины, фармацевтики, медицинского оборудования и логистики. Среди крупнейших компаний — Beijing Digital Precision Medicine Technology, Livzon Pharmaceutical Group, Yizhong Aluminum Industry, Zhuhai United Laboratories, Weisen Electronics, Liangxin Technology и Shenmo Industries[13][14].

## Транспорт

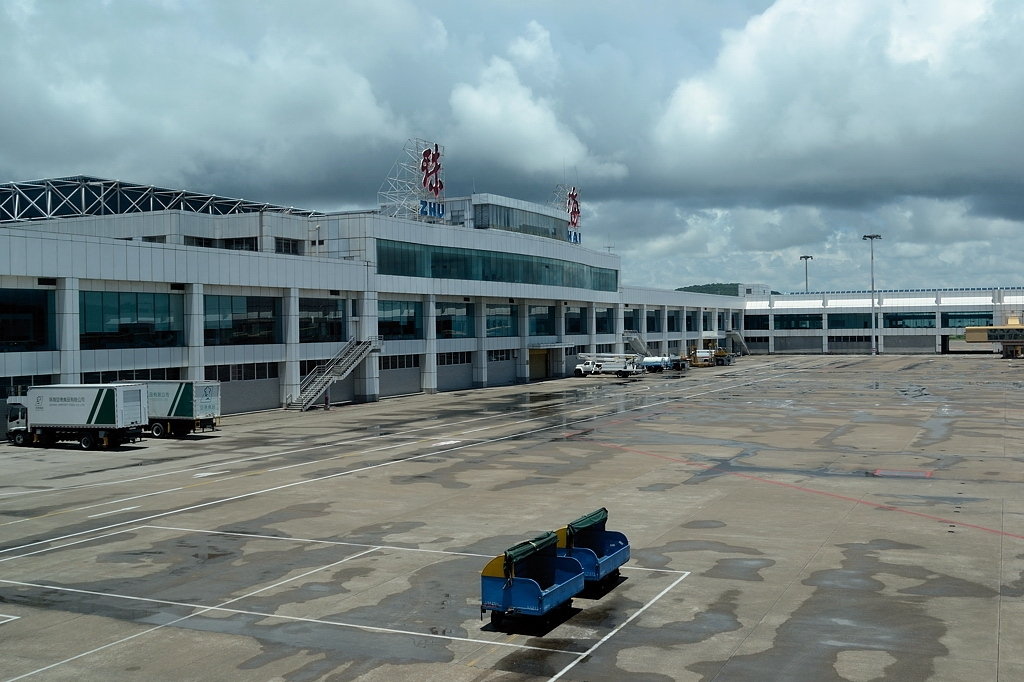
Аэропорт Чжухай Цзиньвань

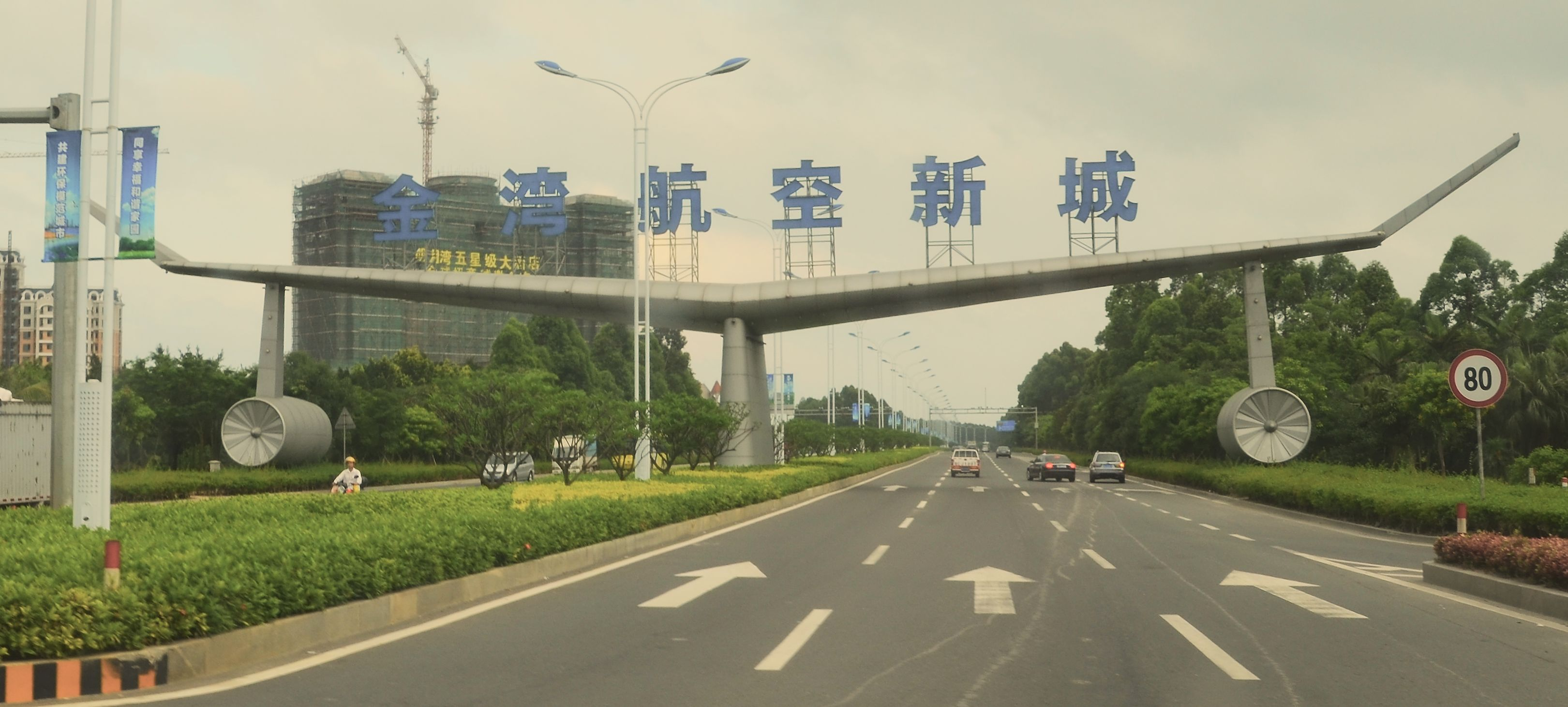
Шоссе в аэропорт

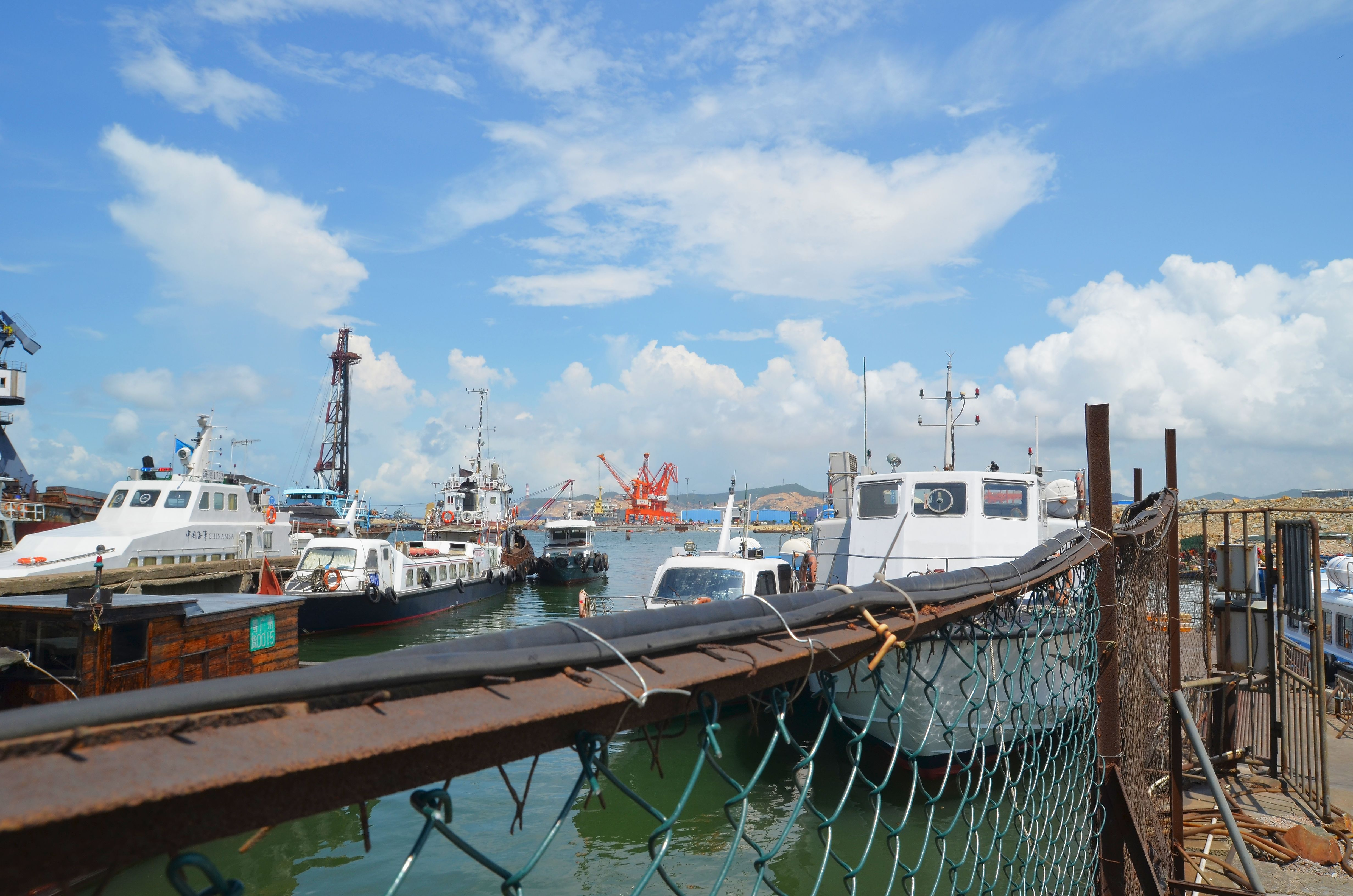
Причалы в порту Гаолань

### Воздушный
В посёлке Саньцзао расположен аэропорт Чжухай Цзиньвань, который используется как гражданской, так и военной авиацией. Строительство аэропорта началось в декабре 1992 года, открытие состоялось в июне 1995 года. В 1996 году в аэропорту прошла первая Китайская международная авиационно-космическая выставка. В октябре 2006 года оператором аэропорта стала компания Hong Kong-Zhuhai Airport Management (с гонконгской стороны инвестором выступила Airport Authority Hong Kong — оператор Гонконгского международного аэропорта). В феврале 2018 года завершилось расширение старого терминала, летом 2023 года был сдан в эксплуатацию новый терминал. По итогам 2021 года аэропорт Чжухай Цзиньвань обслужил более 8 млн пассажиров и более 40 тыс. тонн грузов (в 2007 году — 1,04 млн пассажиров, в 2017 году — 9,21 млн пассажиров).

### Морской
В западной части района Цзиньвань, в посёлках Наньшуй и Пинша, расположены причалы Чжухайского порта (также известен как порт Гаолань). В 2014 году Гаолань обработал 107 млн тонн грузов (преимущественно нефть, природный газ и продукты нефтехимии). Основными резидентами порта являются компании BP, Shell, China National Petroleum, Sinochem Holdings и China COSCO Shipping.

### Автомобильный
По территории района Цзиньвань проходят скоростные шоссе G94 («Кольцевая автомагистраль дельты Жемчужной реки»), S3211 и S3213 (Цзиньвань — Доумэнь) и S47 (Чжухай — Цзянмынь). Автобусные маршруты связывают аэропорт с центром Чжухая (Сянчжоу), районом Доумэнь, а также с Макао, Чжуншанем и Цзянмэнем. Также в районе имеется несколько компаний такси.

### Железнодорожный
Ведётся строительство 40-километровой скоростной линии, которая соединит аэропорт и главный вокзал в районе Сянчжоу.

## Образование

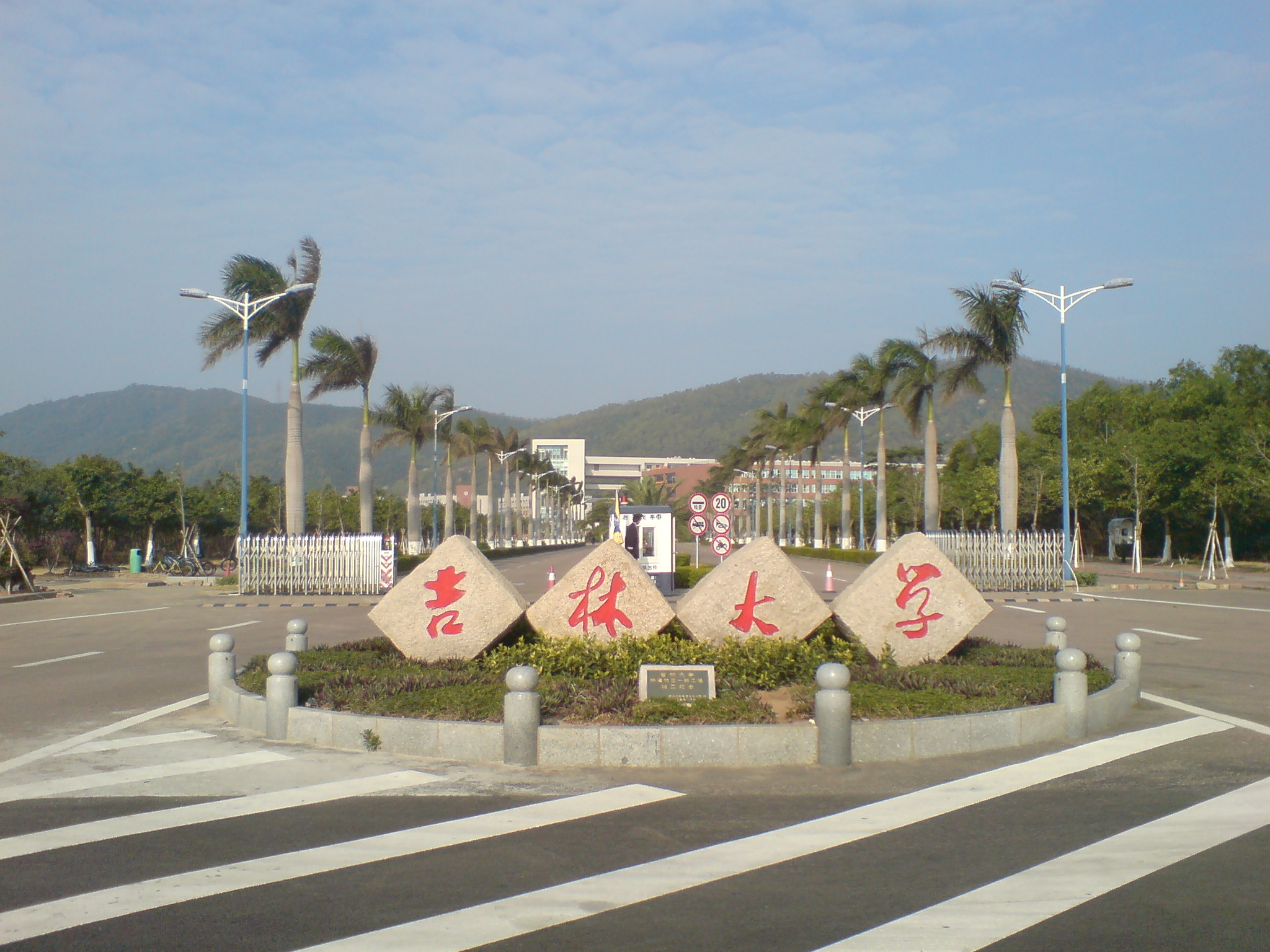
Чжухайский кампус

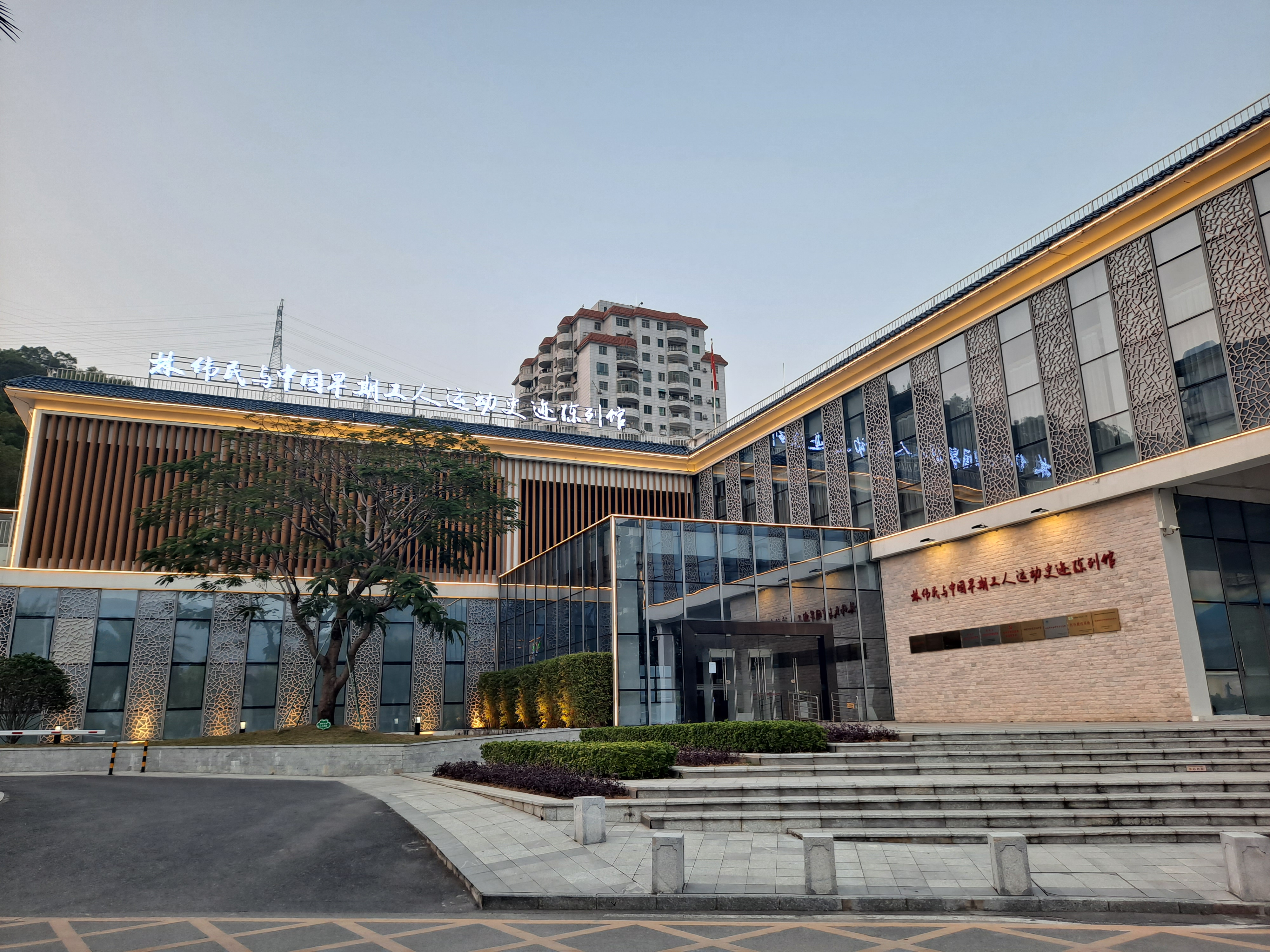
Выставочный зал

В Саньцзао расположен Чжухайский кампус Цзилиньского университета (колледж, библиотека, больница, общежития, спортивные площадки и гольф-клуб).
В Хунци расположен Политехнический колледж Чжухая (Zhuhai City Polytechnic).

## Здравоохранение
В районе расположена 5-я народная больница (Пинша).

## Спорт
В районе расположены гольф-клуб Zhuhai Golden Gulf, муниципальные спортивные площадки, спортивные центры школ и колледжей.

## Культура
В Чжухае распространена локальная ветвь кантонской кухни. Особенно популярны различные морепродукты (морские окуни, морские ежи, устрицы, крабы, раки и креветки), рыбные шарики, лягушачьи лапки, тушеные рисовые черви, жаренная свинина (особенно рёбрышки), курятина и утятина, столетнее яйцо, жареный и паровой рис, корни лотоса, доучи, фрукты (особенно личи и манго).